# Garcia Hernandez
Garcia Hernandez (Bayan ng Garcia Hernandez) är en kommun i Filippinerna. Kommunen tillhör provinsen Bohol och ligger på ön med samma namn. Folkmängden uppgår till 21 428 invånare.

## Barangayer
Garcia Hernandez är indelat i 30 barangayer.

## Bildgalleri

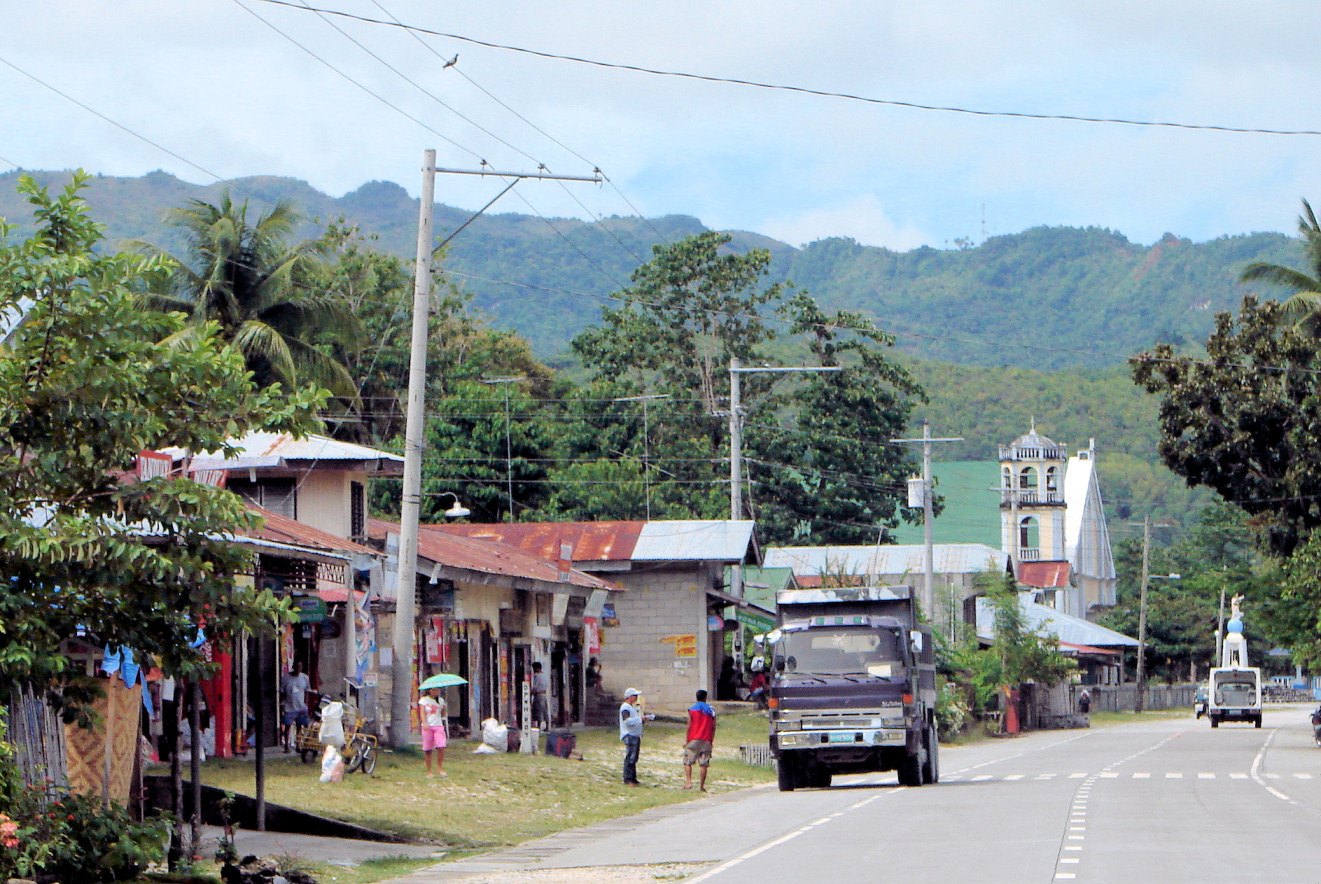
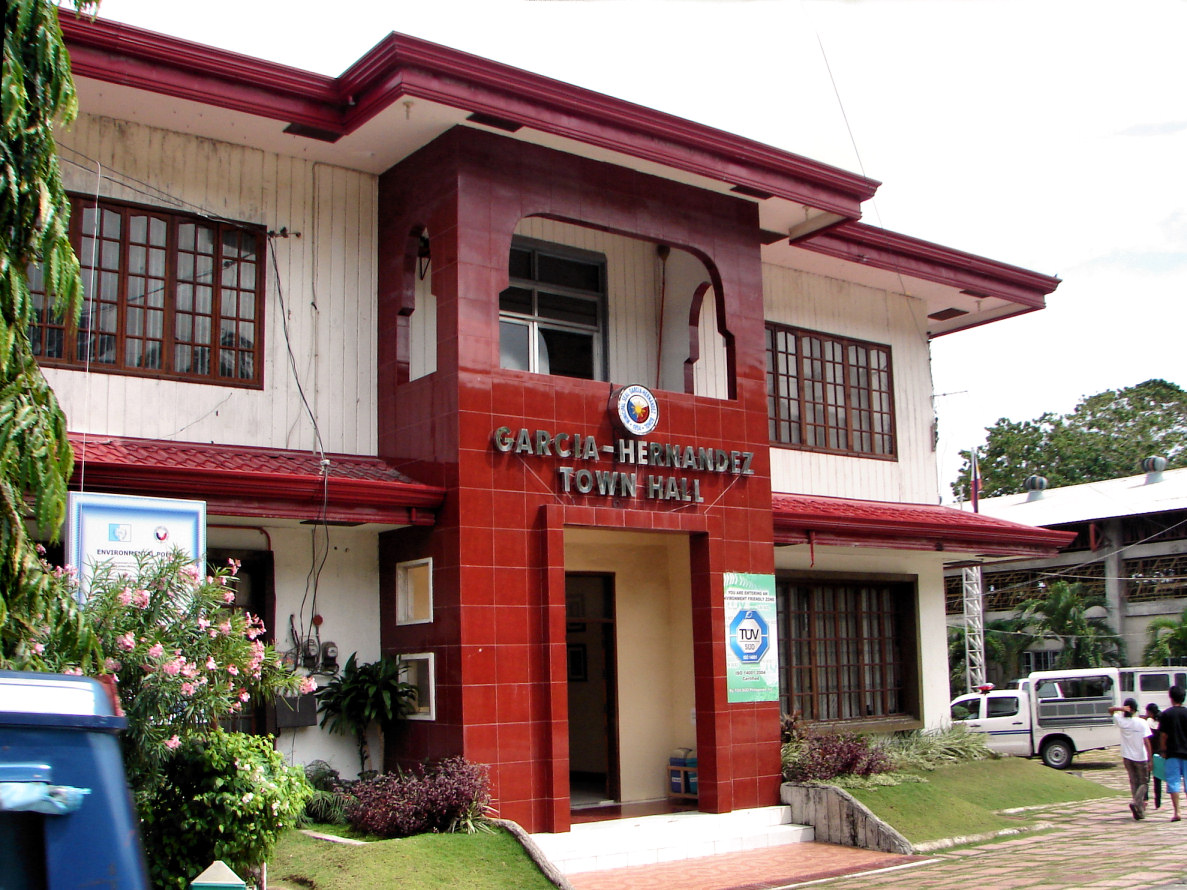
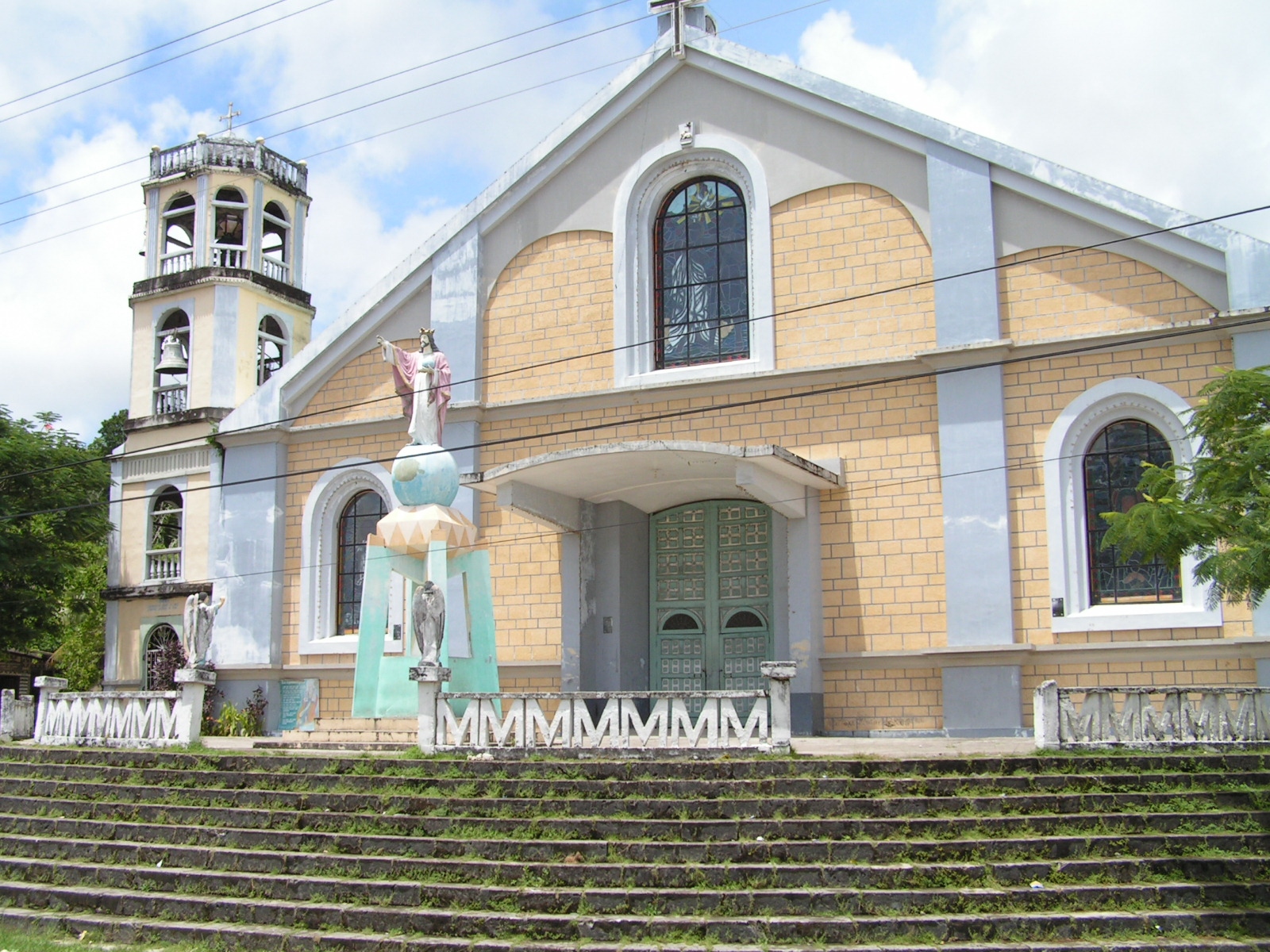